# 核糖體核糖核酸
核糖體RNA（ribosomal RNA, rRNA）是生物细胞中主要的核糖核酸之一，是一种具有催化能力的核糖酶，但其单独存在时不能如其他核糖核酸那樣发挥作用，仅在与多种核糖体蛋白质共同构成核糖體（一种无膜细胞器）后才能执行其功能。23S和28S rRNA在轉译过程中作为肽酰转移酶催化多肽（包括蛋白质）中氨基酸之间肽键的形成。rRNA是单链RNA，但通过折叠形成了广泛的双链区域。

## 原核生物与真核生物中的rRNA
原核生物与真核生物的核糖体都能被分为两个可相互分离的亚基：
| 生物种类 | 类型 | 大亚基               | 小亚基     |
| 原核生物 | 70S  | 50S（5S、23S）       | 30S（16S） |
| 真核生物 | 80S  | 60S（5S、5.8S和28S） | 40S（18S） |

注意：“S”（沉降速度）这个单位是不能直接简单相加的，因为它代表沉降速度的度量而不是质量。每个亚基的沉降速度既受到其形状的影响，又受到其质量的影响。

### 70S核糖体中的rRNA
原核细胞及真核细胞内共生体的70S核糖体中包含3种沉降系数不同的rRNA，其中30S核糖体亚基中包含16S rRNA，50S核糖体亚基中包含5S rRNA和23S rRNA。这3种rRNA在结构上有明显的不同。
编码细菌三种rRNA的基因常被按16S-23S-5S的顺序组合在同一操纵子中共同转录。在细菌基因组中，往往有多个rRNA操纵子（例如大肠杆菌有七个：rrnA、B、C、D、E、G和H ），当其中一部分被敲除后，仍可通过基因转换的方式从其他操纵子上获得。古菌则存在只有单组rRNA操纵子的情况。

#### 30S rRNA前体
70S核糖体中的16S和23S rRNA由30S rRNA前体经加工产生，30S rRNA前体的相对分子质量约为2 MDa。在该加工过程中，30S rRNA前体的特定碱基被甲基化，然后经水解断裂产生17S和25S rRNA中间产物，再经核酸酶的作用去除少量核苷酸残基才最终分别得到16S和23S rRNA。而5S rRNA是从30S rRNA的3'端分离的。

#### 16S rRNA
原核生物的30S核糖体亚基中含有16S rRNA。16S rRNA的相对分子质量约为0.6 MDa，长度约为1540 nt。在30S核糖体亚基组装过程中，16S rRNA与其核糖体蛋白质S4、S7、S8、S15、S17和S20结合先行成初级复合物。
16S rRNA约有一半的核苷酸形成链内碱基对，使其具有约60个螺旋；分子中未配对部分则形成突环。在浓度足够的Mg2+存在下分离得到的16S rRNA处于紧密状态，与30S核糖体亚基的结构相似。已发现16S rRNA中的一些序列与蛋白质合成时30S核糖体亚基、mRNA及一些翻译因子的结合有关。核糖体16S rRNA的3'端能识别待翻译mRNA的5'端的夏因-达尔加诺序列，起始翻译。另有研究表明，16S rRNA也能与进入核糖体P位点的tRNA相互作用。
16S rRNA作为研究分类学和系统进化的分子受到很大重视，16S rRNA序列分析是当前对细菌进行分类学研究中较精确的一种技术。随着分子生物学的快速发展以及该技术在医学微生物研究中的应用，对16S rRNA作为微生物分类依据的研究也逐渐发展起来并已得到广泛认同。
位于原核生物70S核糖体A位点的16S rRNA部分的是氨基糖苷类抗生素的作用靶位，该类抗生素通过与16S rRNA的A位点结合而阻碍原核翻译。但由质粒介导的16S rRNA甲基化酶能将16S rRNA甲基化，从而导致细菌产生对该类抗生素较高的抗药性。

#### 5S rRNA
基本上所有70S核糖体与80S核糖体（除了少数真菌、少数原生动物和少数较高级动物的线粒体核糖体）的大亚基中都含有5S rRNA。
5S rRNA相对分子质量约为40 kDa，长度约为120 nt，分子中有5个螺旋。它在70S核糖体的50S核糖体亚基中与核糖体蛋白质L5、L18及L25结合。5S rRNA约60%的核苷酸形成了链内碱基对。已有研究表明，5S rRNA具有一个与tRNA特定序列互补的序列。
70S核糖体中的5S rRNA被认为是一种传感装置，能促进核糖体中各功能中心的交流并组织翻译的进行。缺少5S rRNA的核糖体的肽酰转移酶活性会下降。

#### 23S rRNA
23S rRNA的相对分子质量约为1.2 MDa，长度约为2900 nt，分子一半以上核苷酸以分子内双链形式存在，产生超过100个螺旋。 它在70S核糖体的50S亚基中与核糖体蛋白质L1、L2、L3、L4、L9和L23结合形成初级复合物。对紧密状态下23S rRNA的电镜研究表明，23S rRNA的形状与50S核糖体亚基相似。
23S rRNA是核糖体催化功能的核心，其结构域Ⅴ具有肽酰转移酶活性。位于核糖体P位点的23S rRNA部分有特定区域能与进入核糖体的tRNA形成互补碱基对。
P位点的23S rRNA部分是大环内酯类抗生素的作用靶位，该类抗生素通过与23S rRNA阻碍肽链延伸。但一些细菌可利用erm基因介导23S rRNA甲基化酶使23S rRNA的甲基化，从而降低核糖体对抗生素的亲合性；也有细菌能通过核糖体变构来影响抗生素作用。

### 80S核糖体中的rRNA

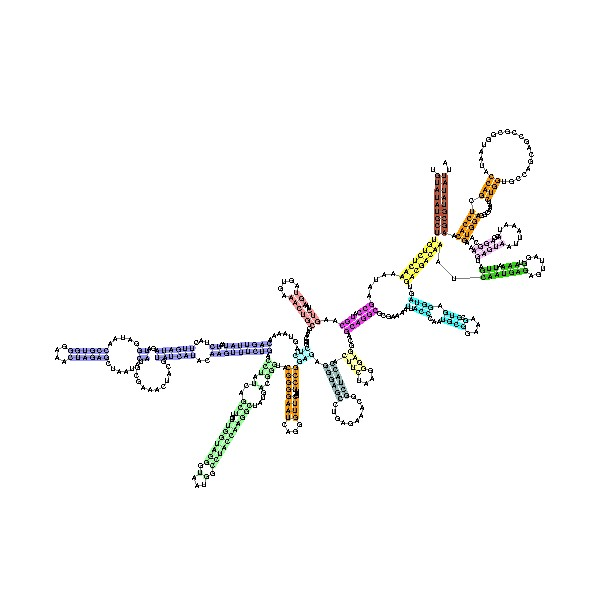
小亚基核糖体RNA的5'端域，来自Rfam数据中。该例子是：RF00177

80S核糖体中包含4种沉降系数不同的rRNA，其中，40S核糖体亚基（小亚基）中包含18S rRNA，而60S核糖体亚基（大亚基）中包含5S rRNA、5.8S rRNA和28S rRNA。
28S、5.8S与18S rRNA由单独的一个转录单位（45S rDNA）所转录，它们之间被两个内转录间隔区分隔。45S rDNA被组织于5基因簇中，每个簇中大约有30-40次重复（真核生物在串联重复序列中通常拥有多个rDNA的备份），人类大概有300-400个rDNA重复段存在于五个基因簇中（分别在13、14、15、21和22号染色体上）。 

#### 45S rRNA前体
80S核糖体中的28S rRNA、5.8S rRNA和18S rRNA由长度约为14,000 nt的45S rRNA前体在细胞核的核仁加工产生。加工过程中，该rRNA前体的100多个核苷酸会被甲基化，再经过一系列酶促反应被剪切成几条RNA链。

#### 18S rRNA
18S rRNA是16S rRNA的同源RNA，其相对分子质量约为0.7 MDa，长度约为1900 nt。18S rRNA除了比16S rRNA稍长且多一些臂和环结构外，两者空间结构十分相似，在核糖体中起到的作用也基本相同。

#### 5S rRNA
真核细胞中的5S rDNA存在于串联重复基因中（大约有200-300个真5S rDNA，且另有许多分散的假基因），人类的最大的一个位于1号染色体长臂41号带-42号带上。5S rDNA与其余三种80S核糖体的rRNA的基因不同，该基因并不位于核仁组织区，且由RNA聚合酶III所转录。

#### 5.8S rRNA
5.8S rRNA的相对分子质量约为40 kDa，长度约为160 nt。也存在于古菌细胞中。
核糖体中的5.8S rRNA被认为起到辅助核糖体易位的作用。
5.8S rRNA可以用作探测miRNA的内参基因。

#### 28S rRNA
28S rRNA是23S rRNA的同源RNA，其相对分子质量约为1.7 MDa，长度约为4700 nt。真核生物28S rRNA的结构与大肠杆菌23S rRNA的相似。

### 其他rRNA
- 哺乳动物细胞的线粒体中含有一种55S核糖体，其28S核糖体亚基（小亚基）中含有长度约为950 nt的12S rRNA，其39S核糖体亚基（大亚基）中则含有长度约为1560 nt的另一种16S rRNA。[27]

- 部分植物细胞的叶绿体中也含有80S核糖体，故也拥有4种rRNA分子。

### NoRC 阻遏复合物对核糖体 DNA 重复序列的抑制
在细胞核内，核糖体 DNA（rDNA） 的重复序列成簇排列，这些基因位于长的基因间隔序列（Intergenic Spacers, IGS）之间，并且在细胞间期的多个核仁组织者（Nucleolar Organizer Regions, NORs）中聚集，形成 核仁（Nucleolus）。核仁是 rRNA 转录与加工的主要场所，而这些 rRNA 基因则主要由 RNA 聚合酶 I（Pol I） 转录。然而，相较于 RNA 聚合酶 II（Pol II）主导的基因转录，rRNA 基因的调控机制存在显著差异，同时也共享一些共同的基本原理。

## rRNA的重要性
rRNA的某些特征在物种进化及医药方面的研究十分重要。 
- rRNA是所有细胞中都会表达的基因，即所有拥有细胞结构的生物都拥有rRNA[40]。因此可以通过对编码rRNA的基因进行测序来对某种生物进行分类学上的分类、计算出相关的种群或估测物种的差异度。已有逾千种rRNA已被测序，测序的结果被储存在特殊的数据库（如RDP-II[41]和SILVA （页面存档备份，存于）[42]）中。

- 核糖体中的rRNA是多种临床有关抗生素的靶位点，例如：巴龙霉素可特异性地与原核生物核糖体的30S小亚基的A区（该区存在16S rRNA）结合，干扰翻译过程的正常进行[43]。其他通过与rRNA反应起到杀菌作用的抗生素还有：氯霉素、红霉素、春雷霉素、微球菌素、蓖麻毒素、帚曲霉素、大观霉素、链霉素及硫链丝霉素。

## rRNA的研究价值
在近年的系統發育樹中，rRNA序列（尤其是小亞基rRNA，SSU rRNA）成爲最常用的做樹依據，因爲SSU rRNA具有以下特點：
- 長度適中，通常为1200-1900 nt，能夠提供足夠的信息但又不過長。
- 完全廣泛分佈于所有具有细胞结构的生物，而且進化過程相對緩慢。其中保守區可用於構建所有生命的統一進化樹，而易變的區域可用來區別屬或者種。
- rRNA基因的水平轉移非常難發生，因爲它們的功能十分基本且重要，需要翻譯機制的精細調控才能夠正常實現功能。

## 相关基因
RPL1、RPL2、RPL3、 RPL4、 RPL5、 RPL6、 RPL7、 RPL8、 RPL9、 RPL10、 RPL11、 RPL12、 RPL13、 RPL14、 RPL15、 RPL16、 RPL17、 RPL18、 RPL19、 RPL20、 RPL21、 RPL22、 RPL23、 RPL24、 RPL25、 RPL26、 RPL27、 RPL28、 RPL28、 RPL30、 RPL31、 RPL32、 RPL33、 RPL34、 RPL35、 RPL36、 RPL37、 RPL38、 RPL39、 RPL40、 RPL41
MRPL1、 MRPL2、 MRPL3、 MRPL4、 MRPL5、 MRPL6、 MRPL7、 MRPL8、 MRPL9、 MRPL10、 MRPL11、 MRPL12、 MRPL13、 MRPL14、 MRPL15、 MRPL16、 MRPL17、 MRPL18、 MRPL19、 MRPL20、 MRPL21、 MRPL22、 MRPL23、 MRPL24、 MRPL25、 MRPL26、 MRPL27、 MRPL28、 MRPL29、 MRPL30、 MRPL31、 MRPL32、 MRPL33、 MRPL34、 MRPL35、 MRPL36、 MRPL37、 MRPL38、 MRPL39、 MRPL40、 MRPL41、 MRPL42
RPS1、 RPS2、 RPS3、 RPS4、 RPS5、 RPS6、 RPS7、 RPS8、 RPS9、 RPS10、 RPS11、 RPS12、 RPS13、 RPS14、 RPS15、 RPS16、 RPS17、 RPS18、 RPS19、 RPS20、 RPS21、 RPS22、 RPS23、 RPS24、 RPS25、 RPS26、 RPS27、 RPS28、 RPS29
MRPS1、 MRPS2、 MRPS3、 MRPS4、 MRPS5、 MRPS6、 MRPS7、 MRPS8、 MRPS9、 MRPS10、 MRPS11、 MRPS12、 MRPS13、 MRPS14、 MRPS15、 MRPS16、 MRPS17、 MRPS18、 MRPS19、 MRPS20、 MRPS21、 MRPS22、 MRPS23、 MRPS24、 MRPS25、 MRPS26、 MRPS27、 MRPS28、 MRPS29、 MRPS30、 MRPS31、 MRPS32、 MRPS33、 MRPS34、 MRPS35